# François Susky
François Susky, communément appelée Susky, né le 21 décembre 1927 à Velké Pavlovice en Tchécoslovaquie, et mort le 7 mars 2019 à Cayenne en Guyane, est un aviateur français et pilote d'origine tchécoslovaque.

## Biographie
D’origine tchécoslovaque, Susky est arrivé en Guyane en 1951, comme technicien aux services vétérinaires. Devenu pilote privé, il n’a eu de cesse, les décennies suivantes, de survoler la canopée pour ravitailler les villages isolés, les chantiers et les sites d’orpaillage. « J’ai fait des atterrissages acrobatiques presque tous les jours. Il fallait passer là où les autres ne passeraient pas », révélait-il à France-Guyane en 2017, à l’occasion de ses 90 ans. « Avec l’âge, j’ai appris les techniques, fatalement… ».
La vision qu’il portait sur sa terre d’adoption avait évolué, elle aussi, avec le temps qui passe. « J’ai vu des villages qui ont disparu. Des gens ont créé une atmosphère d’assistanat qui a coulé la Guyane, je n’ai pas honte de le dire, déplorait dans nos colonnes l’ancien pilote, surnommé « le Russe ». Moi, quand je suis venu en France, il fallait prouver sa valeur avec la pelle et la pioche… ».
Le journal France Guyane annonce sa disparition dans son édition du 7 mars 2019.

## Hommage
En Guyane, dans la commune de Maripasoula, un relief, la Roche Susky, porte son nom, de même qu'un abri orné de peintures rupestres, classé monument historique depuis 2002.

## Distinction
- Membre d'honneur de l'aéroclub de France depuis 2018[3].